# CoopVerband
Der CoopVerband (CoopVerband – Revisionsverband österreichischer Genossenschaften) ist ein traditionsreicher Genossenschaftsverband. Der Verband in der Rechtsform eines Vereins wurde 1901 als Verband der Arbeiter-, Erwerbs- und Wirtschaftsgenossenschaften in Wien gegründet.
Dem Verband gehören sowohl Waren-, Dienstleistungs- und Produktivgenossenschaften als auch Banken an.

## Geschichte
Das rasche Wachstum der Konsumgenossenschaften und der damit gestiegene Einfluss im „Allgemeinen Verband der auf Selbsthilfe beruhenden Erwerbs- und Wirtschaftsgenossenschaften in Österreich“ störte das Gleichgewicht aus Sicht der bürgerlichen Verbandsführung und führte zur Gründung eines eigenständigen Verbandes der Konsumgenossenschaften. Im Juli 1901 wurde daher von 20 Konsumgenossenschaften aus Wien und Niederösterreich unter der Führung des „Ersten Niederösterreichischen Arbeiterkonsumvereins“ der „Verband der Arbeiter-, Erwerbs- und Wirtschaftsgenossenschaften“ gegründet, der Vorgänger des heutigen CoopVerband.
Im Jahr 1903 erhielt der „Verband der Arbeiter-, Erwerbs- und Wirtschaftsgenossenschaften“ das Revisionsrecht. 1904 erfolgte die Namensänderung in „Zentralverband österreichischer Consumvereine“.
Von 1911 bis zu seiner Verhaftung im Februar 1934 war Karl Renner der Obmann des Zentralverbandes. Während des Zweiten Weltkriegs wurde der „Zentralverband der österreichischen Verbrauchergenossenschaften“ am 1. August 1943 als letzte verbliebene konsumgenossenschaftliche Organisation aufgelöst.
Die Neugründung des Verbandes erfolgte am ersten Verbandstag nach dem Zweiten Weltkrieg am 30. Mai 1946 in Bad Ischl unter dem Namen „Konsumverband, Revisionsverband der österreichischen Konsumgenossenschaften“.
Die Gründung von Konsum Österreich 1978 führte zu einer Bedeutungsminderung des Verbandes, da Konsum Österreich über 95 % aller Konsumgenossenschaften vereinte. Nach dem Ausgleich von Konsum Österreich 1995 nahm die Bedeutung des CoopVerband sukzessive wieder zu.
Im März 2018 wurde der Name des Verbandes in „CoopVerband – Revisionsverband österreichischer Genossenschaften“ geändert. Die Namensänderung trug der dynamischen Entwicklung bei den österreichischen Genossenschaften vor allem im Dienstleistungsbereich Rechnung und bietet eine breite Basis für die Aufnahme neuer Mitglieder. Über die gesetzlich vorgeschriebene Revision hinaus berät der CoopVerband seine Mitglieder in rechtlichen, steuerlichen und organisatorischen Fragen.
Seit der Neuausrichtung sind im CoopVerband auch Genossenschaften aus anderen Sparten Mitglieder, hier sind zum Beispiel zwei ehemalige Volksbanken, die Dolomitenbank Osttirol-Westkärnten eG und die Marchfelder Bank eG zu nennen.